# Schleppblech

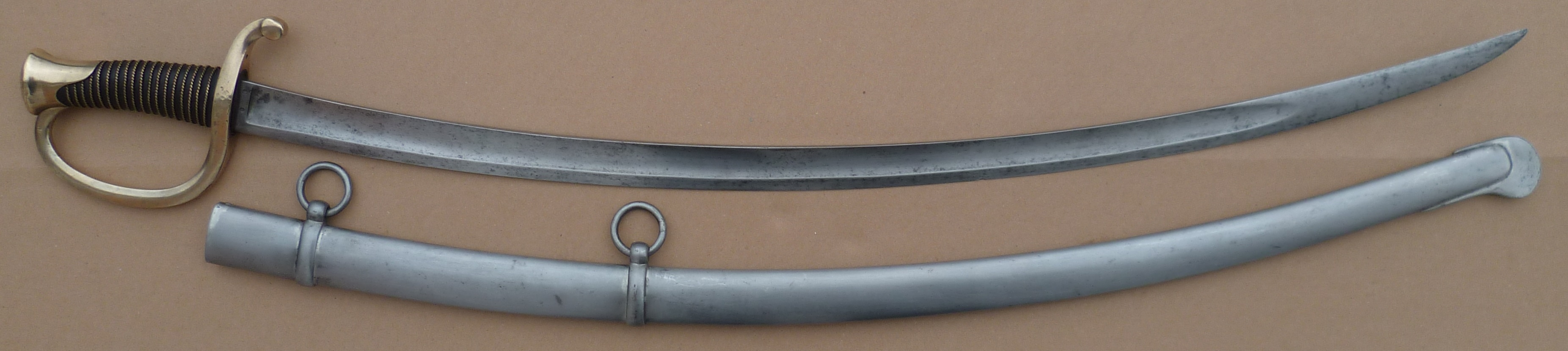
Säbelscheide mit Schleppblech

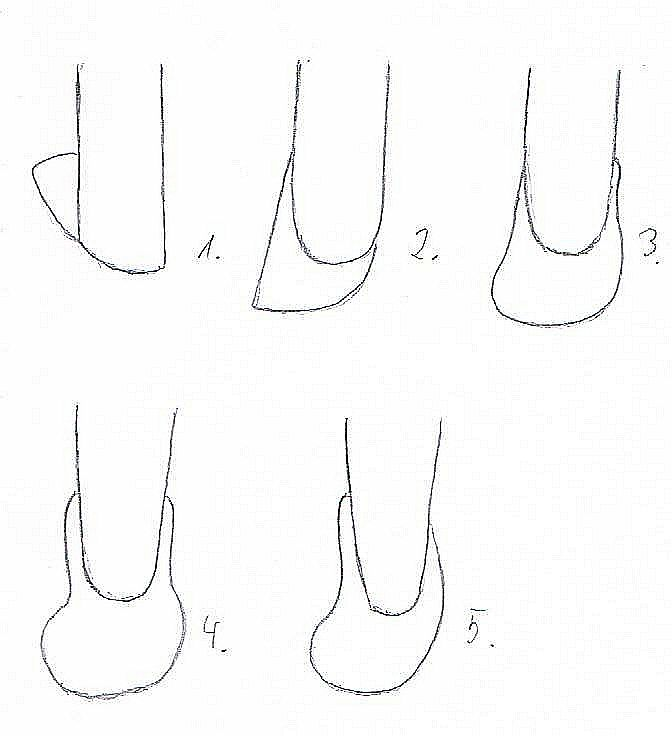
Entwicklung der Schleppblechformen

Das Schleppblech (auch Schlepper) ist eine Schutzvorrichtung an der Scheide von Blankwaffen.

## Beschreibung
Das Schleppblech ist eine aus etwa 2–4 mm starkem Blech, in der Regel aus Eisen, gefertigte, dem unteren Ende einer Metallscheide, bzw. eines Ortbleches hochkant aufgelötete Einfassung. Das Schleppblech kam am Ende des 18. Jahrhunderts auf, als Blankwaffen (Degen, Säbel) am Gehänge mit Bändern versehen und tief herabhängend getragen wurden. Es kam daher oft vor, dass die Scheide über den Boden schleifte. Dadurch würden die Leder- oder später Metallscheiden stark beschädigt werden. Das Schleppblech diente dazu, die Scheide bei Bodenkontakt zu schützen.